# Ugly (Jon Bon Jovi)
Ugly è un singolo del cantante statunitense Jon Bon Jovi, pubblicato nel 1998 ed estratto dall'album Destination Anywhere.

## Classifiche
| Classifica (1998) | Posizione massima |
| ----------------- | ----------------- |
| Austria           | 39                |
| Germania          | 75                |
| Svizzera          | 41                |